# الدوري الأمريكي لكرة السلة للمحترفين 1953–54
الدوري الأمريكي لكرة السلة للمحترفين 1953–54 (بالإنجليزية: 1953–54 NBA season)‏ هو موسم من الرابطة الوطنية لكرة السلة. أقيم خلال الفترة 30 أكتوبر 1953 وحتى 12 أبريل 1954، وأشرف على تنظيمه الرابطة الوطنية لكرة السلة، وفاز فيه لوس أنجلوس ليكرز.